# Горшуха
Горшуха — деревня в Удомельском городском округе Тверской области. Ранее входила в состав Брусовского сельского поселения ныне упразднённого Удомельского района. С декабря 2015 года вместе с остальными населёнными пунктами бывшего района входит в Удомельский городской округ.

## География
Населённый пункт расположен на ручье Кагра (левый приток реки Середница) в 29 километрах по автодороге (в 22 напрямую) на восток от города Удомля — административного центра округа.

### Часовой пояс
Горшуха, как и вся Тверская область, находится в часовой зоне МСК (московское время). Смещение применяемого времени относительно UTC составляет +3:00.

## История
Первое упоминание встречается в 1886 году — тогда Горшуха упоминается как частновладельческая усадьба Поддубской волости. Последним землевладельцем в Горшухе был разорившийся помещик Константин Михайлович Пыжов из древнего рода Пыжовых.
В 1918 году в имении организована сельскохозяйственная коммуна, ликвидированная впоследствии 8 июля 1921 года. В 1931 году организован колхоз «Грушиха». В 1955 году происходит объединение с колхозом имени Сталина (посёлок Брусово).

## Население
|           | 1886 | 1911 | 1940 | 1961 | 1978 | 1986 | 1991 | 2000 | 2010 |
| --------- | ---- | ---- | ---- | ---- | ---- | ---- | ---- | ---- | ---- |
| Хозяйств  | 1    | 2    | 12   | 16   | 9    | 6    | 5    | 4    | ?    |
| Населения | 4    | 17   | ?    | 43   | 17   | 7    | 5    | 4    | 7    |